# Rue de Gand
La rue de Gand est une rue de Lille, dans le Nord, en France. 

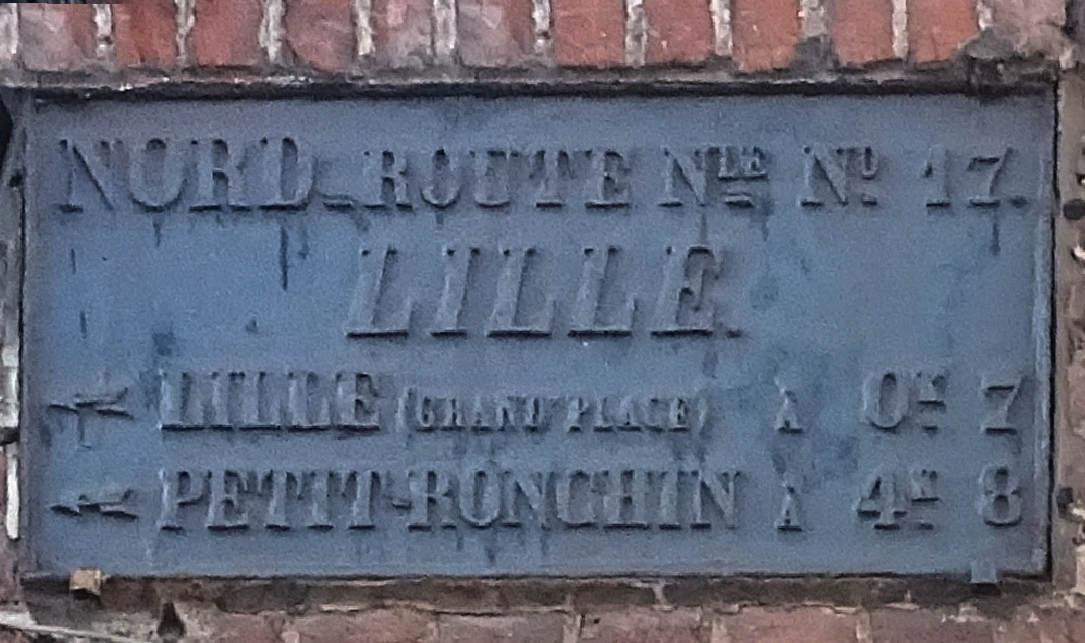
Plaque de cocher de la Route Nationale n° 17

## Situation et accès
Située dans le quartier du Vieux-Lille, la rue de Gand part de la place Louise-de-Bettignies, monte en ligne droite jusqu'à la porte de Gand puis accomplit une courbe à travers les jardins de la porte de Gand pour rejoindre l'extrémité de la rue du Pont-Neuf.

## Origine du nom
Elle porte le nom de la ville belge de Gand.

## Historique
La rue de Gand, encore pavée, est une voie ancienne de Lille. Début de la route de Lille à Menin, elle était la voie principale du château de Courtrai, démantelé en 1577. Initialement rue de Saint-Vital, elle prend le nom de rue de la Magdeleine à la suite de l'agrandissement de 1617 et de la construction de la porte de la Magdeleine inaugurée en 1625. Comme la porte, renommée porte de Gand, elle prend sa dénomination actuelle après la Révolution.
Elle se prolongeait au-delà de la porte par la route de Gand à travers une demi-lune de l'époque espagnole créée lors de l'agrandissement de la ville de 1617 puis à l'extrémité sud de l'ouvrage à cornes de la fin du XVIIe siècle fortifications de Vauban, franchissant successivement quatre ponts dormants enjambant les fossés extérieurs de ces ouvrages. 
Cette route prend le nom de rue de Gand jusqu'à la rencontre avec les rues des Bateliers et du Pont-Neuf prolongées lors de la démolition vers 1950 de cette partie de l'enceinte de Lille déclassée en 1919. Au-delà, l'ancienne route nationale prend à cette époque le nom de rue Gandhi jusqu'à la commune de La Madeleine.
Elle était parcourue par les lignes de tramways J, K et S.

## Bâtiments remarquables et lieux de mémoire
La rue comprend plusieurs bâtiments protégés au titre des monuments historiques.

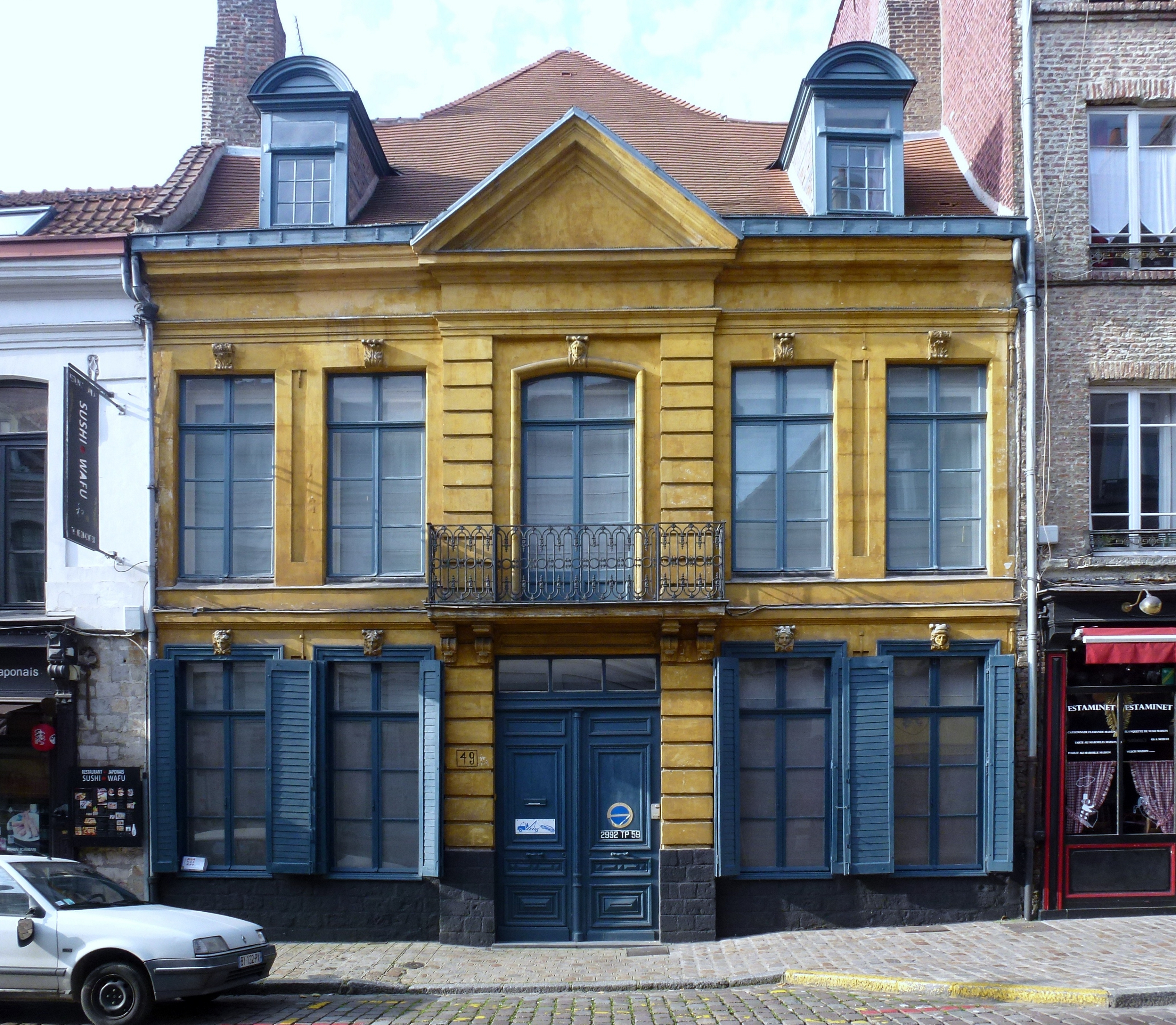
La Porte de Gand, porte de Lille inscrite dans l’ancienne enceinte espagnole construite entre 1617 et 1621 lors de l'extension de la ville. Elle a été classée monument historique en 1929[2].
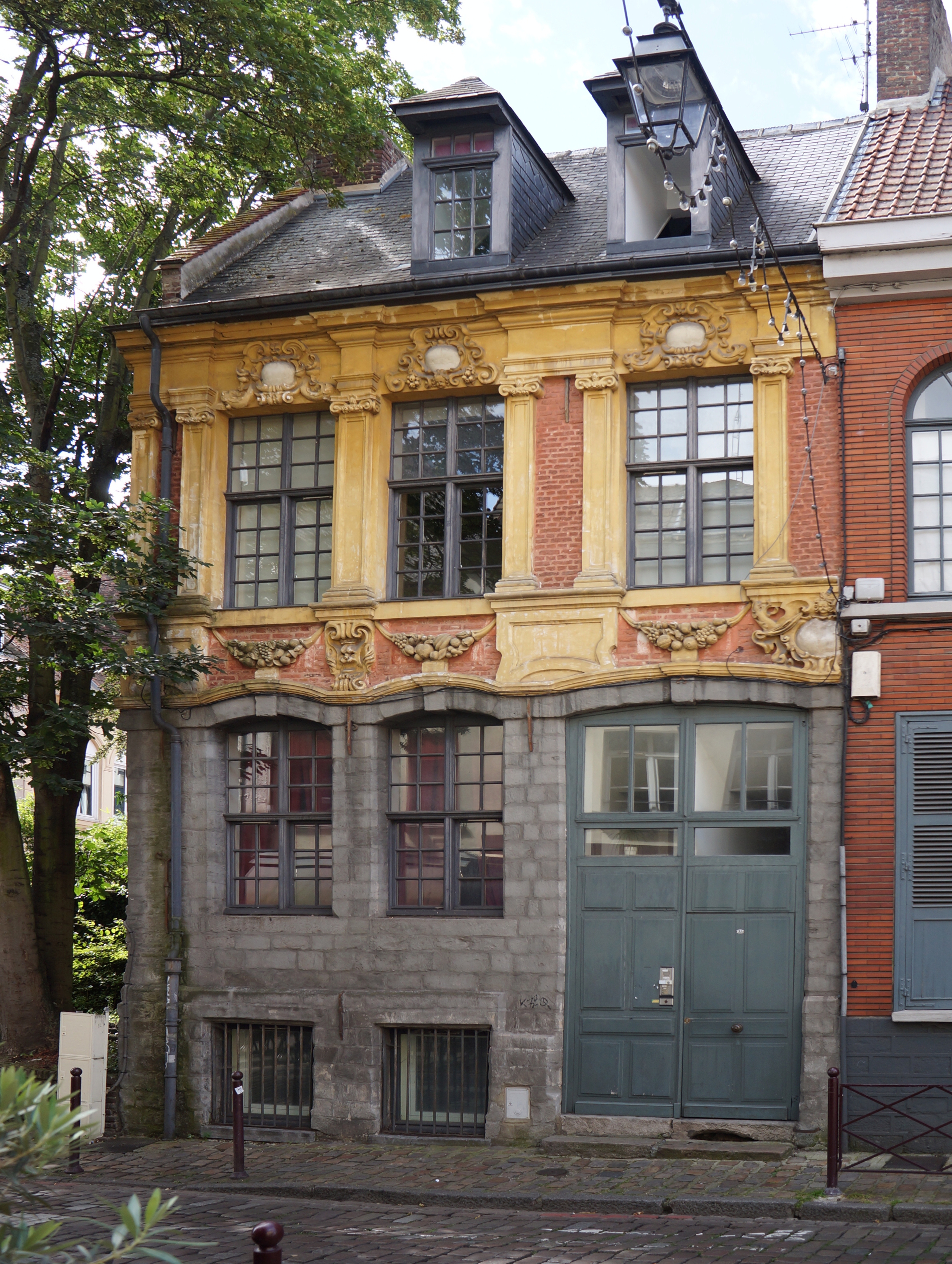
L'Hôtel Madre au 23 rue de Gand

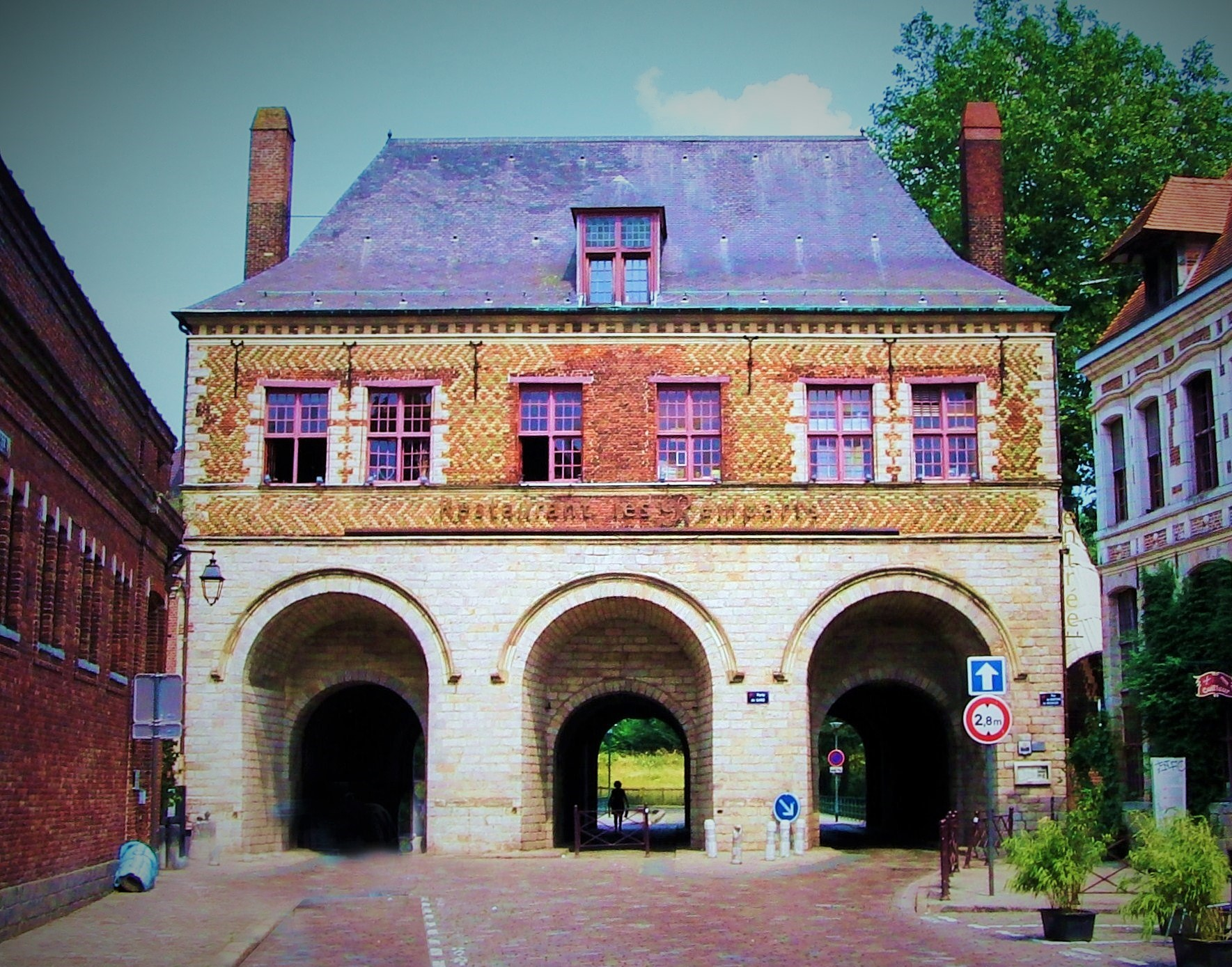
Porte de Gand
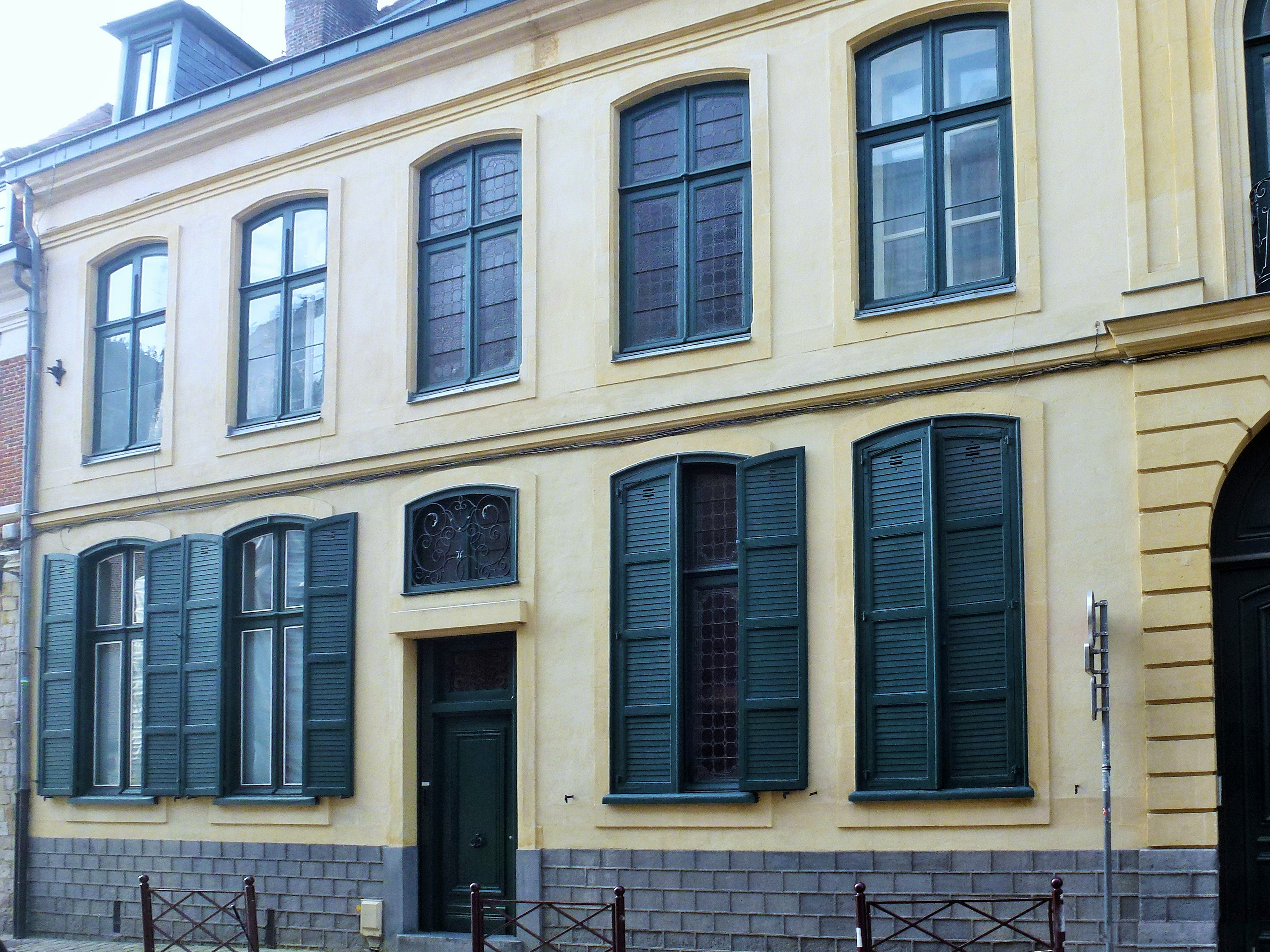
Hôtel de Madre

- L'immeuble au 30 rue de Gand[4]
- L'immeuble au 31 rue de Gand[5]
- La maison au 35 rue de Gand[6]
- La maison au 41 rue de Gand[7]

- L'immeuble au 49 rue de Gand[8]

- 49 rue de Gand
- 31 rue de Gand

Fichier